# Hello Mundo
Hello Mundo (Ao Vivo) é o primeiro álbum ao vivo da cantora brasileira Ludmilla, gravado na Jeunesse Arena, no Rio de Janeiro em 14 de fevereiro de 2019 e sendo lançado em 31 de maio do mesmo ano pela Warner Music.
Em 9 de agosto, foi lançado uma versão de estúdio, com 10 faixas presentes no DVD.

## Antecedentes
Depois de assinar com a Warner Music em 2013, a cantora resolveu mudar seu nome artístico de "MC Beyoncé" para o nome de batismo "Ludmilla", assim lançou seus dois primeiros álbuns de estúdio Hoje (2014) e A Danada Sou Eu (2016), no mesmo ano de lançamento do último disco ela já contava os planos de lançar seu primeiro DVD ao vivo, citando como um sonho pessoal, após a divulgação do segundo álbum terminar Ludmilla lançou algumas músicas as quais seriam singles de divulgação do trabalho, como "Solta a Batida", "Din Din Din" e "Jogando Sujo", mas ela acabou adiando o projeto por não acreditar que ele estivesse pronto.

## Conceito
A cantora explicou em entrevista porque escolheu o nome Hello Mundo para batizar seu DVD: "É uma arte que estava dentro de mim e eu queria muito mostrar para as pessoas que me seguiam. O recado é esse. Hello, mundo!".
Durante o show, o qual é divido em atos, Ludmilla usou cinco figurinos, assinados pela Ellus, cada um para uma parte especifica, o qual relembra momentos da sua carreira.
Para a gravação do DVD, Ludmilla entrou em contato com a cantora Beyoncé, para ela autorizar a regravação da canção "Halo", a brasileira quis prestar uma homenagem a artista norte-americana pela influência que ela teve em sua carreira, no qual foi liberado.

## Singles
O primeiro single do disco foi a canção Jogando Sujo, lançada em 27 de julho de 2018, seu clipe dirigido pelo diretor Felipe Sassi foi lançando do mesmo dia.
O segundo do projeto escolhido lançado em 27 de fevereiro foi a faixa "Favela Chegou", com a cantora Anitta, a canção é um funk com batidas 150 BPM, com influências de música pop. Ambas fizeram juntas a primeira performance televisionada da canção no prêmio MTV MIAW.
O terceiro foi a música "A Boba Fui Eu", com o cantor Jão, a canção lançada em 3 de maio é uma balada rômantica, a qual composta pela artista, junto com seus produtores Umberto Tavares e Jefferson Júnior.
O quarto single foi a faixa "Flash", seu videoclipe foi o primeiro do projeto, e teve direção de Giovanni Bianco, que conta com uma homenagem a Michael Jackson.

### Outras canções
A canção "Invocada", com Léo Santana, mesmo sem ser um single, tornou-se um sucesso após a cantora divulgar um vídeo executando a coreografia da canção com sua namorada, a dançarina Brunna Gonçalves, nas redes sociais. Tal coreografia viralizou, fazendo com que anônimos também a fizessem ao som da música, denominada "Invocada Challenge". Ela também convocou fãs para um flash mob e dançarem juntos ao som da canção no centro do Rio de Janeiro. Tal repercussão resultou em "Invocada" alcançando a décima posição entre as mais executadas da plataforma de streaming Spotify brasileiro.

## Divulgações
A cantora divulgou as músicas do projeto em vários programas de televisão, e ainda com uma turnê de shows chamado Hello Mundo Tour, a qual já teve datas no Brasil, Portugal, Espanha, Moçambique, Angola e Estados Unidos.

## Lista de faixas
| Hello Mundo (Ao vivo) – Edição digital |                                                                                                 |         |  |
| N.º                                    | Título                                                                                          | Duração |  |
| 1.                                     | "Abertura / Fala Mal de Mim"                                                                    | 2:31    |  |
| 2.                                     | "Te Ensinei Certin / Jogando Sujo"                                                              | 4:51    |  |
| 3.                                     | "Solta a Batida"                                                                                | 3:07    |  |
| 4.                                     | "A Boba Fui Eu" (participação de Jão)                                                           | 4:07    |  |
| 5.                                     | "Espelho"                                                                                       | 3:48    |  |
| 6.                                     | "Vai e Volta"                                                                                   | 3:25    |  |
| 7.                                     | "Invocada" (participação de Léo Santana)                                                        | 3:32    |  |
| 8.                                     | "Sem Querer"                                                                                    | 3:11    |  |
| 9.                                     | "Desce com Maldade, Sobe com Autoridade" (participação de Simone & Simaria)                     | 2:27    |  |
| 10.                                    | "De Rolê" (participação de Ferrugem)                                                            | 3:15    |  |
| 11.                                    | "Flash"                                                                                         | 2:32    |  |
| 12.                                    | "Duas Doses de Saudade / Nunca Me Verá Chorar / Não Quero Mais"                                 | 6:20    |  |
| 13.                                    | "Tudo Porque Você Mentiu"                                                                       | 3:30    |  |
| 14.                                    | "Halo"                                                                                          | 4:00    |  |
| 15.                                    | "Hoje"                                                                                          | 3:29    |  |
| 16.                                    | "Favela Chegou" (participação de Anitta)                                                        | 2:57    |  |
| 17.                                    | "Bom"                                                                                           | 3:32    |  |
| 18.                                    | "700 Por Hora"                                                                                  | 2:53    |  |
| 19.                                    | "Intro Baile Funk: Din Din Din / Toma Toma Tá / Glamurosa / Eu Vou pro Baile da Gaiola / Money" | 1:10    |  |
| 20.                                    | "24 Horas Por Dia / Não Encosta"                                                                | 3:23    |  |
| 21.                                    | "Garota Recalcada / Se Eu Descobrir"                                                            | 2:40    |  |
| 22.                                    | "Din Din Din / Vem Amor"                                                                        | 2:39    |  |
| 23.                                    | "Sou Eu"                                                                                        | 3:11    |  |
| 24.                                    | "Cheguei"                                                                                       | 3:11    |  |
| Duração total:                         | Duração total:                                                                                  | 1:19:10 |  |

## Versão de estúdio
Hello Mundo é o terceiro álbum de estúdio da cantora brasileira Ludmilla. Foi lançado em 9 de agosto de 2019 pela gravadora Warner Music. O álbum contém apenas as canções inéditas presente no primeiro álbum ao vivo da intérprete, também intitulado Hello Mundo (2019).

### Lista de faixas
| Hello Mundo – Versão de estúdio |                                                                             |                                                                         |         |  |
| N.º                             | Título                                                                      | Compositor(es)                                                          | Duração |  |
| 1.                              | "Favela Chegou" (participação de Anitta)                                    | André Vieira Pedro Breder Tállia Wallace Vianna                         | 2:40    |  |
| 2.                              | "Flash"                                                                     | Ludmilla Donato Verissimo Gleyce Degan Umberto Tavares Jefferson Júnior | 2:35    |  |
| 3.                              | "700 Por Hora"                                                              | Ludmilla                                                                | 2:53    |  |
| 4.                              | "Tudo Porque Você Mentiu"                                                   | Ludmilla                                                                | 2:35    |  |
| 5.                              | "Invocada" (participação de Léo Santana)                                    | Ludmilla Tavares Júnior                                                 | 2:28    |  |
| 6.                              | "A Boba Fui Eu" (participação de Jão)                                       | Ludmilla Tavares Júnior                                                 | 4:07    |  |
| 7.                              | "De Rolê" (participação de Ferrugem)                                        | Ludmilla Tavares Júnior                                                 | 3:13    |  |
| 8.                              | "Vai e Volta"                                                               | Ludmilla Tavares Júnior                                                 | 3:31    |  |
| 9.                              | "Desce com Maldade, Sobe com Autoridade" (participação de Simone & Simaria) | Ludmilla Nirvado Paz Rafinha Simaria Mendes                             | 2:19    |  |
| 10.                             | "Espelho"                                                                   | Tavares Júnior Toninho Aguiar                                           | 2:55    |  |
| Duração total:                  | Duração total:                                                              | Duração total:                                                          | 29:21   |  |

## Histórico de lançamento
| País   | Data                | Edição  | Formato                              | Gravadora |
| ------ | ------------------- | ------- | ------------------------------------ | --------- |
| Brasil | 31 de maio de 2019  | Ao vivo | Download digital, streaming, CD, DVD | Warner    |
| Brasil | 9 de agosto de 2019 | Estúdio | Download digital, streaming, CD      | Warner    |

## Turnê
Hello Mundo Tour foi a terceira turnê mundial da cantora e compositora brasileira Ludmilla, para promover seu primeiro álbum ao vivo Hello Mundo (2019). A turnê foi um grande sucesso, passando por Portugal, Espanha, Estados Unidos, Cabo Verde, Moçambique, Angola e Brasil.  O primeiro show aconteceu no dia 19 de junho de 2019, no Espaço Hall, Rio de Janeiro. Devido à pandemia mundial de COVID-19, algumas apresentações foram canceladas/adiadas.
O seguinte repertório representa o show realizado na Arena Anhembi, em São Paulo, no dia 23 de novembro de 2019. Não representa necessariamente o repertório do restante da turnê.
1. "Intro"
2. "Fala Mal de Mim"
3. "Te Ensinei Certin" / "Jogando Sujo"
4. "Sem Querer"
5. "Bom"
6. "Espelho"
7. "Verdinha"
8. "Flash"
9. "A Boba Fui Eu"
10. "Não Quero Mais"
11. "Sou Eu"
12. "Vem amor"
13. "Intro Funk / Medley da Gaiola / Glamurosa"
14. "Din Din Din" / "Não Encosta"
15. "Onda Diferente
16. "Favela Chegou
17. "Invocada"
18. "Cheguei"

Datas
| América do Sul              |                     |                |                                            |
| 19 de junho de 2019         | Rio de Janeiro      | Brasil         | Espaço Hall                                |
| 20 de junho de 2019         | Campos do Jordão    | Brasil         | Café de La Musique                         |
| 22 de junho de 2019         | Rio de Janeiro      | Brasil         | Praça Mauá                                 |
| 22 de junho de 2019         | Lorena              | Brasil         | Cervejaria do Gordo                        |
| 28 de junho de 2019         | São Paulo           | Brasil         | Vila JK SP                                 |
| 29 de junho de 2019[A1]     | Sabinópolis         | Brasil         | Parque de Exposições Sebastião M. Filho    |
| 30 de junho de 2019[A2]     | Japeri              | Brasil         | Praça Pública de Japeri                    |
| 5 de julho de 2019[A3]      | Pelotas             | Brasil         | Shed Bar                                   |
| 6 de julho de 2019          | Porto Alegre        | Brasil         | Grêmio Náutico União                       |
| 13 de julho de 2019[A4]     | São Paulo           | Brasil         | ADPM Falcão Azul                           |
| 19 de julho de 2019         | Nova Iguaçu         | Brasil         | Lalu Longe                                 |
| 21 de julho de 2019[A5]     | Itaipava            | Brasil         | Calçada da Fama                            |
| 27 de julho de 2019         | Itaboraí            | Brasil         | Ita Music                                  |
| 28 de julho de 2019[A6]     | Nova Iguaçu         | Brasil         | Parque de Eventos RioSampa                 |
| Europa                      |                     |                |                                            |
| 1 de agosto de 2019[A7]     | Cantanhede          | Portugal       | Parque Expo-Desportivo S. Mateus           |
| 7 de agosto de 2019[A8]     | Faial               | Portugal       | Ilha do Faial                              |
| África                      |                     |                |                                            |
| 9 de agosto de 2019[A9]     | Ilha de São Vicente | Cabo Verde     | Baía das Gatas                             |
| Europa                      |                     |                |                                            |
| 10 de agosto de 2019[B1]    | Nisa                | Portugal       | Praça do Município                         |
| 13 de agosto de 2019[B2]    | Olhão               | Portugal       | Jardim Pescador Olhanense                  |
| 14 de agosto de 2019[B3]    | Santarém            | Portugal       | Escola Prática de Cavalaria de Santarém    |
| 16 de agosto de 2019[B4]    | Viseu               | Portugal       | Campo de Viriato                           |
| 17 de agosto de 2019[B5]    | Costa da Caparica   | Portugal       | Parque Urbano da Costa da Caparica         |
| 18 de agosto de 2019        | Madrid              | Espanha        | Sala Mon Madrid Conciertos                 |
| 22 de agosto de 2019[B6]    | Madeira             | Portugal       | Ilha da Madeira                            |
| 23 de agosto de 2019        | Lisboa              | Portugal       | Bolero Club                                |
| 25 de agosto de 2019        | Vilamoura           | Portugal       | 40º Degrees Summer Beach Club              |
| América do Sul              |                     |                |                                            |
| 1 de setembro de 2019       | Maricá              | Brasil         | Praça Orlando de Barros Pimentel           |
| 5 de setembro de 2019[B7]   | Manaus              | Brasil         | Centro Histórico de Manaus                 |
| 7 de setembro de 2019[B8]   | Rio de Janeiro      | Brasil         | Estádio Olímpico Nilton Santos             |
| 9 de setembro de 2019[B9]   | São Paulo           | Brasil         | Tetto Rooftop Lounge                       |
| África                      |                     |                |                                            |
| 16 de setembro de 2019[C0]  | Luanda              | Angola         | Ilha de Luanda                             |
| 21 de setembro de 2019      | Maputo              | Moçambique     | Campo do Maxaquene                         |
| América do Sul              |                     |                |                                            |
| 26 de setembro de 2019      | Rio de Janeiro      | Brasil         | Casa Sephora [FESTA PRIVADA]               |
| 28 de setembro de 2019      | São Paulo           | Brasil         | Clube Atlético Juventus                    |
| 5 de outubro de 2019[C1]    | Rio de Janeiro      | Brasil         | Cidade do Rock                             |
| América do Norte            |                     |                |                                            |
| 10 de outubro de 2019       | Orlando             | Estados Unidos | The Palace                                 |
| 11 de outubro de 2019       | Fort Lauderdale     | Estados Unidos | Xtreme Action Park                         |
| 12 de outubro de 2019       | Newark              | Estados Unidos | Estacionamento Lit 21                      |
| 13 de outubro de 2019       | Revere              | Estados Unidos | Ocean Side                                 |
| América do Sul              |                     |                |                                            |
| 19 de outubro de 2019       | Maracanaú           | Brasil         | Studio D Tiago Mello [FESTA PRIVADA]       |
| 26 de outubro de 2019       | Caieiras            | Brasil         | Hoower Show House                          |
| 30 de outubro de 2019       | São Paulo           | Brasil         | Bar Templo Music                           |
| 31 de outubro de 2019       | São Paulo           | Brasil         | Casa Petra [FESTA PRIVADA]                 |
| 31 de outubro de 2019[C2]   | São Paulo           | Brasil         | Hotel Four Seasons                         |
| 9 de novembro de 2019[C3]   | Rio de Janeiro      | Brasil         | Cidade das Artes                           |
| 15 de novembro de 2019[C4]  | São Carlos          | Brasil         | Arena Tusca                                |
| 16 de novembro de 2019[C5]  | Búzios              | Brasil         | Búzios Beach Resort                        |
| 22 de novembro de 2019[C6]  | Belo Horizonte      | Brasil         | Km de Vantagens Hall                       |
| 23 de novembro de 2019[C7]  | São Paulo           | Brasil         | Arena Anhembi                              |
| 1 de dezembro de 2019[C8]   | São Paulo           | Brasil         | Audio Club                                 |
| 4 de dezembro de 2019[C9]   | Sertãozinho         | Brasil         | Avenida Egisto Sicchieri                   |
| 7 de dezembro de 2019[D1]   | Brasília            | Brasil         | Pavilhão de Exposições do Parque da Cidade |
| 8 de dezembro de 2019[D2]   | Volta Redonda       | Brasil         | Clube dos Funcionários                     |
| 8 de dezembro de 2019       | Duque de Caxias     | Brasil         | Quadra da Grande Rio                       |
| 13 de dezembro de 2019[D3]  | Rio de Janeiro      | Brasil         | Espaço Hall                                |
| 22 de dezembro de 2019      | Manaus              | Brasil         | Metropolitan                               |
| 27 de dezembro de 2019[D4]  | Rio de Janeiro      | Brasil         | Fundição Progresso                         |
| 28 de dezembro de 2019      | Camboriú            | Brasil         | Espaço Garden                              |
| 28 de dezembro de 2019      | Florianópolis       | Brasil         | Music Park                                 |
| 29 de dezembro de 2019      | Guarapari           | Brasil         | Multiplace Mais                            |
| 30 de dezembro de 2019[D5]  | Búzios              | Brasil         | Mansão Espelho das Águas                   |
| 31 de dezembro de 2019[D6]  | Araruama            | Brasil         | Praça de Eventos da Pontinha               |
| 18 de janeiro de 2020       | Xangri-lá           | Brasil         | Privilège Sul                              |
| 19 de janeiro de 2020       | Campo Grande        | Brasil         | Clube dos Aliados                          |
| 26 de janeiro de 2020[D7]   | Vinhedo             | Brasil         | Hopi Hari                                  |
| 1 de fevereiro de 2020[D8]  | Rio de Janeiro      | Brasil         | Marina da Glória                           |
| 7 de fevereiro de 2020[D9]  | Rio de Janeiro      | Brasil         | Copacabana Palace                          |
| 9 de fevereiro de 2020[E1]  | Rio de Janeiro      | Brasil         | Jockey Club Brasileiro                     |
| 16 de fevereiro de 2020[E2] | São Paulo           | Brasil         | Pavilhão do Anhembi                        |
| 22 de fevereiro de 2020[E3] | Votuporanga         | Brasil         | Primeiro Distrito Industrial               |
| 23 de fevereiro de 2020     | Guarapari           | Brasil         | Café de La Musique                         |
| 24 de fevereiro de 2020[E4] | Rio de Janeiro      | Brasil         | Sapucaí                                    |
| 25 de fevereiro de 2020[E5] | Rio de Janeiro      | Brasil         | Av 1º de Março                             |
| 28 de fevereiro de 2020[E6] | Salvador            | Brasil         | Wet'n Wild                                 |
| 29 de fevereiro de 2020[E7] | São Paulo           | Brasil         | Espaço Barra Funda                         |
| 1 de março de 2020[E8]      | Rio de Janeiro      | Brasil         | Jockey Club Brasileiro                     |
| 7 de março de 2020[E89]     | São Paulo           | Brasil         | Memorial da América Latina                 |

Apresentações Canceladas
| Data                      | Cidade            | País     | Local                                       | Motivo                                          |
| ------------------------- | ----------------- | -------- | ------------------------------------------- | ----------------------------------------------- |
| 4 de agosto de 2019[Z1]   | Vila Nova de Gaia | Portugal | Praia da Aguda                              | Motivos pessoais                                |
| 23 de agosto de 2019      | Cinfães           | Portugal |                                             | Desconhecido                                    |
| 24 de agosto de 2019[Z2]  | Esposende         | Portugal | Complexo Pacha Ofir                         | Desconhecido                                    |
| 2 de novembro de 2019[Z3] | Belo Horizonte    | Brasil   | Estádio do Mineirão                         | Problemas de logística                          |
| 10 de janeiro de 2020     | Marília           | Brasil   | Golden Palace                               | Falta de cumprimento dos deveres do contratante |
| 15 de fevereiro de 2020   | Franca            | Brasil   | Ginásio Poliesportivo Pedro Morilla Fuentes | Falta de cumprimento dos deveres do contratante |
| 23 de fevereiro de 2020   | Salvador          | Brasil   | Circuito Barra-Olinda                       | Falta de cumprimento dos deveres do contratante |
| 21 de março de 2020[Z4]   | Ribeirão Preto    | Brasil   | Parque Permanente de Exposições             | Pandemia de COVID-19                            |
| 21 de março de 2020[Z5]   | Maringá           | Brasil   | Parque de Exposições                        | Pandemia de COVID-19                            |
| 4 de abril de 2020[Z6]    | São Paulo         | Brasil   | Autódromo de Intergalos                     | Pandemia de COVID-19                            |
| 18 de abril de 2020[Z7]   | São Paulo         | Brasil   | Audio Club                                  | Pandemia de COVID-19                            |

- A1 Parte do "Rodeio Show"
- A2 Parte do "Festa de Aniversário de Japeri"
- A3 Parte do "Baile da Shed"
- A4 Parte do "Festa Julina 2019"
- A5 Parte do "Festival de Inverno"
- A6 Parte do "Maratona FM O Dia"
- A7 Parte do "Expo Facic"
- A8 Parte do "Semana do Mar"
- A9 Parte do "Festival Baía das Gatas"
- B1 Parte do "Nisa em Festa"
- B2 Parte do "Festival do Marisco"
- B3 Parte do "Santarém Summer Fest'19"
- B4 Parte do "Feira de São Mateus"
- B5 Parte do "Festival O Sol da Caparica"
- B6 Parte do "Festas de São Vicente"
- B7 Parte do "Festival Passo a Paço"
- B8 Parte do "Yolo Love Party"
- B9 Parte do "Festa Big Bang"
- C0 Parte do "Tripalus Paradise Festival"
- C1 Parte do "Rock in Rio"
- C2 Parte do "Baile da Bruxa"
- C3 Parte do "Festa Super Prime"
- C4 Parte do "40º Festival de TUSCA"
- C5 Parte do "Búzios EnCanta"
- C6 Parte do "Concurso Garota & Garoto Super"
- C7 Parte do "Festival Eletriza"
- C8 Parte do "Prudence Fest"
- C9 Parte do "Festa de Aniversário da Cidade de Sertãozinho"
- D1 Parte do "Festival Pavilhão Luz"
- D2 Parte do "Aniversário Rádio Mania"
- D3 Parte do "Festa Giro no Arar"
- D4 Parte do "Chá da Alice"
- D5 Parte do "Réveillon Sorria Búzios"
- D6 Parte do "Réveillon de Araruama"
- D7 Parte do "Hopi Verani"
- D8 Parte do "Universo Spanta"
- D9 Parte do "Baile da Vouge"
- E1 Parte do "Aquecimento Fervo da Lud"
- E2 Parte do "Arena Carnaval SP 2020"
- E3 Parte do "Mundo OBA"
- E4 Parte do "Nosso Camarote"
- E5 Parte do "Bloco Fervo da Lud"
- E6 Parte do "Ressaca Gigante"
- E7 Parte do "Baile das Marinheiras"
- E8 Parte do "Ressaca do Fervo da Lud"
- E9 Parte do "Festival Grls"
- Z1 Parte do "Zee Festival"
- Z2 Parte do "Festival Pacha Ofir"
- Z3 Parte do "Baile Pop"
- Z4 Parte do "Crystal Encontra"
- Z5 Parte do "Calouro Folia"
- Z6 Parte do "Lollapalooza Brasil"
- Z7 Parte do "Baile do Fervo"